# Chlorortha chloromonas
Chlorortha chloromonas es una especie de polilla de la familia Tortricidae. Se encuentra en Venezuela.